# Холмогоров, Гавриил Михайлович
Гавриил Михайлович Холмого́ров (1901 — ?) — советский конструктор.

## Биография
Родился 2 сентября 1901 года в Москве. Сын присяжного поверенного. Учился во 2-й гимназии.
В 1930—1940 годах главный инженер резиноткацкой фабрики № 1. Один из разработчиков технологии производства стекловолокна.
В 1946 году защитил кандидатскую диссертацию: Холмогоров Г. М. Влияние некоторых заправочных параметров на физикомеханические свойства парашютных лент. Дисс.к.т. н.,-М., МТИ, 1946. 154 с.
Работал в ЦНИЛ текстильно-галантерейной промышленности РСФСР.
В 1950—1960 годах научный сотрудник ВНИИ текстильно-галантерейной промышленности «ВНИИТГП».
Публикации:
- Пособие по техминимуму для лентоткачей [Текст] / Г. М. Холмогоров ; Центр. науч.-исслед. лаборатория текстильно-галантерейной пром-сти РСФСР. — Москва ; Ленинград : изд. и 1-я тип. Гизлегпрома в Л., 1949. — 76 с. : ил.; 20 см.
- Новая технология в текстильно-галантерейной промышленности [Текст]. — Москва : Ростехиздат, 1961. — 28 с.; 22 см. — (Из цикла лекций для заочных курсов по новой технике и технологии текстильно-галантерейной промышленности/ Науч.-техн. о-во легкой пром-сти. Обществ. ун-т).
- Аннотация научно-исследовательских работ за 1962—1965 гг. [Текст] / Под ред. канд. техн. наук Г. М. Холмогорова ; Всесоюз. науч.-исслед. ин-т текстильно-галантерейной пром-сти «ВНИИТГП». — Москва : Лег. индустрия, 1967. — 55 с.; 21 см.

Последняя публикация датирована 1968 годом.

## Награды и премии
- Сталинская премия III степени (14 марта 1941) — за изобретение промышленного способа производства пряжи и ткани из непрерывного стеклянного волокна